# Zortéa
Zortéa là một đô thị thuộc bang Santa Catarina, Brasil. Đô thị này có diện tích 190,149 km², dân số năm 2007 là 2879 người, mật độ 15,14 người/km².